# 役行者霊蹟札所
役行者霊蹟札所（えんのぎょうじゃれいせきふだしょ）は、修験道の開祖とされる役小角（役行者）ゆかりの三十六寺の霊場巡礼である。2001年（平成13年）の役行者1300年遠忌を機にして設立された。通常の霊場巡礼と異なり、札所番号は定められていない。
河内長野市助役を務めた下休場由晴が手がけた新設巡礼地のひとつで、下休場由晴が同様に手がけた近畿三十六不動尊霊場（1979年）・西国薬師四十九霊場（1989年）・西国愛染十七霊場（1993年）なとど同様に、以前は事務局が河内長野市の同一事務所内にあった。そのため、各札所で希望者は数珠玉を購入し、36の玉を揃えると数珠が完成するというシステムが近畿三十六不動尊霊場と共通しており、役行者霊蹟札所の公式パンフレットには近畿三十六不動尊霊場も紹介されている。現在の事務局は金峯山寺にある。
2019年（令和元年）5月17日に4ヶ寺社の入れ替えを行った。それまでは寺院だけでなく、神社も含まれていた。

## 専用朱印帳
専用朱印帳は「奉納経」という名称である。寺の名や説明を書いたページを紐で綴じる方式で、参加寺院の入れ替えに柔軟に対応できる。朱印は別紙に押印・墨書する方式で、専用朱印帳のページの切れ目に差し込む方式である。一部の寺院や通信販売で専用掛軸も購入できる。
2019年の4ヶ寺社の入れ替え前に専用朱印帳を購入した人は、役行者霊蹟札所会事務局にメールや電話で連絡すれば、新規加入寺院のページを送ってもらうことができる。また、新規加入4ヶ寺でもその寺院のページだけは用意している。

## 霊場一覧
- 札所番号は定められていないが、公式ホームページに記載の順番に配列した。

| 寺社名       | 注  | 宗派           | 所在地                                   | 他の霊場          |
| ------------ | --- | -------------- | ---------------------------------------- | ----------------- |
| 金峯山寺     | ●   | 金峯山修験本宗 | 奈良県吉野郡吉野町吉野山2498             |                   |
| 如意輪寺     | △   | 浄土宗         | 奈良県吉野郡吉野町吉野山1024             | 近畿不動30        |
| 竹林院       | ★△  | 単立           | 奈良県吉野郡吉野町吉野山2142             |                   |
| 桜本坊       | ★   | 金峯山修験本宗 | 奈良県吉野郡吉野町吉野山1269             |                   |
| 喜蔵院       | ★   | 本山修験宗     | 奈良県吉野郡吉野町吉野山1254             |                   |
| 善福寺       |     | 高野山真言宗   | 奈良県吉野郡吉野町吉野山2291             |                   |
| 大日寺       |     | 真言宗醍醐派   | 奈良県吉野郡吉野町吉野山2357             |                   |
| 東南院       | ★   | 金峯山修験本宗 | 奈良県吉野郡吉野町吉野山2416             |                   |
| 本山寺       | 注1 | 天台宗         | 大阪府高槻市大字原3298                   |                   |
| 大峯山寺     | 注2 | 金峯山修験本宗 | 奈良県吉野郡天川村大峯山（山上ケ岳頂上） |                   |
| 龍泉寺       | ★   | 真言宗醍醐派   | 奈良県吉野郡天川村洞川494                |                   |
| 菅生寺       |     | 高野山真言宗   | 奈良県吉野郡吉野町平尾150                |                   |
| 吉祥草寺     |     | 本山修験宗     | 奈良県御所市茅原279                      |                   |
| 千光寺       |     | 真言宗醍醐派   | 奈良県生駒郡平群町鳴川188                |                   |
| 宝山寺       |     | 真言律宗       | 奈良県生駒市門前町1-1                    | 近畿不動29        |
| 霊山寺       | ○   | 霊山寺真言宗   | 奈良県奈良市中町3873                     | 西国薬師2         |
| 松尾寺       |     | 真言宗醍醐派   | 奈良県大和郡山市山田町683                |                   |
| 朝護孫子寺   | △   | 信貴山真言宗   | 奈良県生駒郡平群町信貴山                 |                   |
| 室生寺       | ○   | 真言宗室生派   | 奈良県宇陀市室生78                       | 西国薬師8         |
| 大野寺       | ○   | 真言宗室生派   | 奈良県宇陀市室生大野1680                 |                   |
| 聖護院       |     | 本山修験宗     | 京都府京都市左京区聖護院中町15           | 近畿不動18        |
| 醍醐寺       | ○   | 真言宗醍醐派   | 京都府京都市伏見区醍醐東大路町22         | 西国11,近畿不動23 |
| 神峯山寺     | 注3 | 天台宗         | 大阪府高槻市原3301-1                     | 新西国14          |
| 法楽寺       |     | 真言宗泉涌寺派 | 大阪府大阪市東住吉区山坂1-18-30          | 近畿不動3         |
| 松尾寺       |     | 天台宗         | 大阪府和泉市松尾寺町2168                 |                   |
| 七宝瀧寺     | △   | 真言宗犬鳴派   | 大阪府泉佐野市大木8                      | 近畿不動33        |
| 弘川寺       | △   | 真言宗醍醐派   | 大阪府南河内郡河南町弘川43               | 西国薬師13        |
| 観心寺       | ○   | 高野山真言宗   | 大阪府河内長野市寺元475                  | 新西国客番        |
| 転法輪寺     | 注4 | 真言宗醍醐派   | 奈良県御所市高天476（金剛山上）          |                   |
| 千手寺       |     | 真言宗単立     | 大阪府東大阪市東石切町3-3-16             |                   |
| 天龍院       | 注5 | 金峯山修験本宗 | 大阪府東大阪市山手町2054                 |                   |
| 興法寺       | 注5 | 真言宗醍醐派   | 大阪府東大阪市上石切町2-1533             |                   |
| 根来寺       | ○   | 新義真言宗     | 和歌山県岩出市根来2286                   |                   |
| 清荒神清澄寺 |     | 真言三宝宗     | 兵庫県宝塚市米谷字清シ1番地              |                   |
| 須磨寺       |     | 真言宗須磨寺派 | 兵庫県神戸市須磨区須磨寺町4-6-8          | 新西国24          |
| 伊吹山寺     | 注6 | 天台宗         | 滋賀県米原市上野（伊吹山頂上）           |                   |

- 朱印を容易に受けることができるように、各寺院は毎日朱印関係者が詰めているようにしているが、各寺院で朱印を受けることが可能な時間は異なる。10時以前や16時以降に集印を受ける際は確認をしたほうがいい。公式の朱印帳は直接朱印帳に押印・墨書する方式ではなく、別紙を渡す方式であるが、一般の朱印帳を持ち込んでも別紙を渡す方式しか行わない寺院もある。
- 役行者霊蹟札所は修験道の山岳寺院が多く、自動車なら近くまで到達できても公共交通機関利用なら最寄りの駅・バス停から長く歩く寺院も多い。自家用車でも山麓までしか行けず、寺まで長く歩くことが必要な寺院もあるので、そのような寺院に参拝の際は装備や天候等に注意が必要となる。
- 以下の点にも注意。
  - 注1・本山寺は自動車なら寺の手前1Kmまで入ることができ、20～30分ほどで寺に到達できるが、公共交通機関利用の際はバス停から神峯山寺経由で6Kmほど林道を歩く必要がある。納経関係者が所要で寺を離れる時も、誰かは寺に詰めるようにしており、公式朱印帳は別紙を渡す方式なので問題ないが、掛軸などを持ち込むときは、長く歩く事が必要な寺院だけに電話確認をすべきである。
  - 注2・大峯山寺のある山上ヶ岳は女人禁制で女性は参拝できない。また、本格的な登山が必要で誰でも参拝できる環境ではなく、例年5月3日から9月21日までしか開扉していないため、通年の参拝ができない。そのため大峯山寺を管理する「護持院」と称される5つの寺院でも「代参」として、通年男女の関係なく朱印を受けることができる。5つの護持院には★印を入れている。男性のみ山頂の大峯山寺まで登ることができ、山頂の宿坊に宿泊もできる。
  - 注3・神峯山寺は紅葉期のみ境内全体が拝観料を要する。なお、内陣内の拝観は有料の事前予約制である。
  - 注4・転法輪寺は金剛山の山頂にある。金剛山ロープウェイの廃止前は金剛山駅から30分で到達できたが、現在は山麓から2時間ほどの登山をする必要がある。
  - 注5・天龍院と興法寺は生駒山の中腹にあり、自動車でも一般車の乗り入れられる終点からそれぞれ20分ほど、駅からだと、40～50分歩いた末に到達できる寺院である。毎日関係者が詰めるようにしているが、1人しか入らない日で所要で一時寺を離れることもありうる。参拝前に念の為電話連絡しておいて、朱印を受けることができるか確認したほうが安心である。
  - 注6・伊吹山寺は伊吹山の山頂にあるが、山頂にある「覚心堂」は伊吹山ドライブウェイが開通している4月下旬から11月末までしか開かない。そのため冬季などは山麓の「発心堂」で朱印を受けることができるが、シーズンオフや荒天時などは伊吹山ドライブウェイが開通している期間でも山頂の堂を開かない日もあるので、念の為どちらで朱印を受けることができるか電話確認したほうが安心である。ただし、シーズン中の平日など、開堂しているのに無人のこともある。その場合は堂内にある専用の封筒に送付先の住所氏名を記入し料金を入れて堂内に投入しておけば、後日朱印を押印した別紙が郵送される。公式の掛軸の場合はその場合は山麓の「発心堂」で朱印を受ける必要があるため、掛軸に朱印を希望する場合は年中確認が必要となる。
- ○印の寺院は札所本尊及び納経所が有料拝観区域にある寺院。
- ●印の寺院は札所本尊は拝観が有料の堂内にあるが、納経所は無料拝観区域にあり、堂外からの拝観は無料の寺院。
- △印の寺院は、境内に有料拝観区域があるが、札所本尊および納経所は無料拝観区域にある寺院。

## 2019年退会霊場一覧
| 寺社名   | 注 | 宗派         | 所在地                        | 他の霊場 |
| -------- | -- | ------------ | ----------------------------- | -------- |
| 吉水神社 |    | 神道         | 奈良県吉野郡吉野町吉野山579   |          |
| 巴陵院   | 注 | 高野山真言宗 | 和歌山県伊都郡高野町高野山702 |          |
| 飯福田寺 |    | 真言宗醍醐派 | 三重県松阪市飯福田町273       |          |
| 世義寺   |    | 真言宗醍醐派 | 三重県伊勢市岡本2-10-80       |          |

- 注・高野山・巴陵院は、退会直前はすべて朱印は別紙を渡す方式だった。なお、公式の掛軸を持ち込む場合は事前の予約が必要だった。また、本堂内に入ることはできなかった。以前は民営国民宿舎も経営しており、堂内も普通に参拝できた。
- 当分の間は、退会4寺社とも旧専用朱印帳を持参した人などに、役行者霊蹟札所としての押印に柔軟に応じることになっている。